# Francisco Alfaro
Francisco Alfaro, foi um jurista que nasceu em Sevilha (Espanha), em 1575, e que morreu em Madri (Espanha) em data desconhecida. Tornou-se notável por redigir ordenanças em favor dos povos nativos da região da Bacia do Rio da Prata.

## Biografia
Depois de estudar direito, foi nomeado para atuar na Audiência do Panamá, onde exerceu as funções de fiscal a partir de 1594.
Posteriormente, foi transferido para a Audiência de Lima, onde o Vice-Rei do Peru Juan de Mendoza lhe encarregou de fazer um relatório sobre a situação dos nativos da etnia yanacona. Depois foi nomeado como Visitador Geral das Províncias do Rio da Prata, Tucumán e Paraguai, para averiguar o tratamento que era dado aos povos nativos na aplicação do Instituto das Encomiendas.
Em 1611, iniciou suas atividades como visitador, a partir das quais chegou à conclusão de que deveria ser extinto o Instituto que obrigava os povos nativos a prestar serviços pessoais aos colonizadores (encomiendas). Essa tese também era defendida pelos jesuítas de Tucumán, que haviam suprimido as encomiendas em seu favor.
No dia 11 de outubro de 1611, Alfaro, com base naquilo que observou em sua atividade como visitador, publicou as célebres "Ordenanças de Alfaro", em Assunção (Paraguai), que proibiam manter nativos como escravos nas Províncias do Rio da Prata e também proibiam o comércio de nativos como escravos, ainda que tivessem sido feito escravos por outros nativos. Tais práticas seriam objeto de sanções como a seis anos de trabalhos forçados. Essas ordenanças foram incorporadas às Leis das Índias, na recompilação de 1681.
Alfaro também reiterou a proibição de que europeus, negros ou mestiços vivessem em povoados destinados aos nativos e determinou que os nativos fossem indenizados pelos encomiendeiros.
Em 12 de dezembro de 1611, ocorreu uma junta em Santiago del Estero, presidida pelo Bispo Fernando Trejo y Sanabria (franciscanos), que confirmou a ilicitude da exigência de serviços pessoais dos nativos em favor dos colonizadores.
Durante esse evento houve uma disputa na qual de um lado ficaram os favoráveis à abolição da exigência, dentre eles Alfaro, os jesuítas e os franciscanos (dentre eles o Bispo Hernando) e do outro aqueles que eram favoráveis à continuidade da exigência, que incluía os mercedários e a maior parte dos colonizadores.
Em 1613, o Procurador Geral das Províncias do Rio da Prata e do Paraguai, Manuel de Frías, fez uma representação ao monarca, na qual alegou que, em 1613, as cidades de Assunção e Concepción corriam um grave perigo de rebelião de nativos das etnias guaicuru e paiaguá, que se haviam se tornado arrogantes em decorrência da publicação das "Ordenanças de Alfaro" e solicitou que se fizesse uma guerra contra as referidas etnias. Essa representação resultou em uma ordem, de 16 de abril de 1618, aprovada pelo Conselho das Índias e pelo próprio Rei, que estipulou que os prisioneiros capturados poderiam ser utilizados em serviços dos espanhóis, mas que não poderiam ser vendidos.
Essa guerra de causa a um grande número de escravos oriundos naquelas etnias.
Alfaro retornou à Espanha e foi nomeado como integrante do Conselho das Índias.